# Trump kiện Anderson
Trump kiện Anderson là một án lệ của Tòa án Tối cao Hoa Kỳ xác định rằng các tiểu bang không có quyền quyết định tước tư cách chức vụ liên bang, bao gồm tổng thống, theo Khoản 3 Tu chính án thứ 14 Hiến pháp Hoa Kỳ. Tháng 12 năm 2023, Tòa án Tối cao Colorado tước tư cách ứng cử viên tổng thống của Donald Trump dựa trên hành động của ông trong vụ bạo loạn tại Điện Capitol Hoa Kỳ năm 2021.
Tòa án Tối cao Colorado phán quyết rằng Trump bị tước tư cách ứng cử viên tổng thống theo Khoản 3 Tu chính án thứ 14 vì hành động của Trump trước và trong vụ bạo loạn tại Điện Capitol cấu thành hành vi nổi loạn, lần đầu tiên một ứng cử viên tổng thống bị một tiểu bang truất quyền tranh cử dựa trên Tu chính án thứ 14. Tòa án Tối cao Colorado hoãn thi hành quyết định cho đến khi có phán quyết của Tòa án Tối cao Hoa Kỳ.
Ngày 5 tháng 1 năm 2024, Tòa án Tối cao Hoa Kỳ đồng ý thụ lý vụ kiện theo thủ tục cấp tốc sau khi Trump kháng cáo phán quyết của Tòa án Tối cao Colorado. Tòa án Tối cao Hoa Kỳ tổ chức phiên tranh luận vào ngày 8 tháng 2 năm 2024. Ngày 4 tháng 3 năm 2024, Tòa án Tối cao nhất trí hủy bỏ quyết định của Tòa án Tối cao Colorado và phán quyết rằng một tiểu bang không có quyền áp dụng Khoản 3 Tu chính án thứ 14 đối với một người giữ chức vụ liên bang mà chỉ chính quyền liên bang mới có quyền hạn. Tòa án Tối cao cũng phán quyết rằng Khoản 3 không thể bị khiếu nại, khiếu kiện và chỉ có Quốc hội mới có quyền thi hành Khoản 3 Tu chính án thứ 14, tức là tòa án không được tuyên bố một ứng cử viên không đủ điều kiện giữ chức vụ theo Khoản 3 trừ phi được Quốc hội ủy quyền.

## Bối cảnh

### Bạo loạn tại Điện Capitol Hoa Kỳ 2021
Ngày 19 tháng 12 năm 2020, sáu tuần sau cuộc bầu cử tổng thống, Trump kêu gọi những người ủng hộ biểu tình tại Washington, D.C. vào ngày 6 tháng 1, ngày Quốc hội dự kiến chứng nhận kết quả bầu cử. Các nhóm theo thuyết âm mưu QAnon lên kế hoạch tập trung tại Điện Capitol Hoa Kỳ. Trump tiếp tục lặp lại những phát ngôn xuyên tạc về kết quả bầu cử tại những tiểu bang Georgia, Pennsylvania, Michigan, Nevada và Arizona. Ngày 6 tháng 1, Trump có bài phát biểu tại công viên The Ellipse gần Nhà Trắng kêu gọi những người ủng hộ xuống Đại lộ Pennsylvania để "giành lại đất nước", dẫn tới cuộc bạo loạn tại Điện Capitol.

### Tu chính án thứ 14 Hiến pháp Hoa Kỳ
Những ai với tư cách là thành viên của Quốc hội, hoặc một quan chức của Hoa Kỳ, hoặc một thành viên của một cơ quan lập pháp của bang, hoặc quan chức hành chính hay tư pháp của bất cứ một bang nào đã tuyên thệ ủng hộ Hiến pháp của Hoa Kỳ nhưng lại tham gia các cuộc nổi dậy hay phiến loạn chống lại Hiến pháp hoặc trợ giúp hay úy lạo kẻ thù, thì không thể là thượng nghị sĩ hoặc hạ nghị sĩ trong Quốc hội, hoặc đại cử tri để bầu Tổng thống và Phó Tổng thống, hoặc phụ trách một cơ quan dân sự hay quân sự nào của Hoa Kỳ hay của một bang nào đó. Nhưng Quốc hội có thể với 2/3 số phiếu của hai phần ba thành viên mỗi Viện để bác bỏ sự nghiêm cấm nói trên.— Khoản 3 Tu chính án thứ 14 Hiến pháp Hoa Kỳ

Trong một bài báo, hai học giả luật bảo thủ William Baude và Michael Stokes Paulsen đưa ra giả thuyết rằng Trump không đủ tư cách ứng cử tổng thống. Baude và Paulsen lập luận rằng Khoản 3 Tu chính án thứ 14 Hiến pháp Hoa Kỳ được áp dụng đối với Trump vì ông đã tham gia một cuộc phiến loạn thông qua âm mưu đại cử tri giả, những hành động khuyến khích vụ bạo loạn tại Điện Capitol, bao gồm việc không điều động Lực lượng Vệ binh Quốc gia Hoa Kỳ và vụ truy tố Trump về cản trở bầu cử. Theo Baude và Paulsen, các tiểu bang có nghĩa vụ pháp lý phải loại Trump khỏi cuộc bầu cử sơ bộ tổng thống theo Điều Hai của Hiến pháp Hoa Kỳ. Tuy nhiên, Baude và Paulsen thừa nhận rằng quyết định trong Vụ án Griffin (1869) áp dụng một học thuyết pháp lý thực dụng trái ngược với lập trường của họ. Trong một bài viết khác, giáo sư luật Josh Blackman và Seth Barrett Tillman phản bác lập luận của Baude và Paulsen về việc tước tư cách ứng cử của Trump theo Tu chính án thứ 14.

## Xét xử cấp dưới

### Tòa án quận tiểu bang
Ngày 6 tháng 9 năm 2023, sáu cử tri đệ đơn kiện quốc vụ khanh Colorado Jena Griswold tại tòa án quận Colorado, yêu cầu Griswold loại bỏ Trump khỏi cuộc bầu cử sơ bộ tổng thống Đảng Cộng hòa tại Colorado theo Khoản 3 Tu chính án thứ 14. Các nguyên đơn bao gồm bốn cử tri Đảng Cộng hòa (có cựu lãnh đạo đa số Thượng viện Colorado Norma Anderson và cựu hạ nghị sĩ Claudine Schneider) và hai cử tri không đảng phái. Ngày 30 tháng 10, tòa án khai mạc phiên tòa dưới sự chủ trì của thẩm phán Sarah B. Wallace. Tòa án bác yêu cầu đình chỉ vụ kiện của Trump.
Tòa án quận triệu tập một số người làm chứng, bao gồm hai cảnh sát, một nghị sĩ Quốc hội, một chuyên gia về chủ nghĩa cực đoan cánh hữu, một chuyên gia về an ninh quốc gia, một giáo sư luật hiến pháp và một cán bộ bầu cử. Tòa án cũng chấp nhận sử dụng một số kết luận của Ủy ban Chọn lọc Hạ viện Hoa Kỳ về cuộc Tấn công ngày 6 tháng 1.
Ngày 17 tháng 11, tòa án quận phán quyết rằng Griswold phải cho phép Trump tham gia cuộc bầu cử sơ bộ nhưng nhận định các nguyên đơn có đủ chứng cứ để chứng minh Trump đã tham gia vào cuộc phiến loạn, lần đầu tiên một tòa án tuyên bố rằng Trump đã kích động vụ bạo loạn tại Điện Capitol vào năm 2021 dựa trên phát ngôn và hành động của ông trước vụ bạo loạn. Tòa án xác định Trump không phải là một quan chức của Hoa Kỳ vì không có đủ "bằng chứng trực tiếp" rằng chức vụ tổng thống thuộc định nghĩa trong Khoản 3 Tu chính án thứ 14.

### Tòa án tối cao Colorado
Ngày 20 tháng 11, các nguyên đơn kháng cáo quyết định lên Tòa án Tối cao Colorado. Tòa án Tối cao đồng ý thụ lý vụ việc vào ngày 21 tháng 11. Ngày 19 tháng 12, Tòa án Tối cao hủy bỏ quyết định của tòa án quận, phán quyết rằng Trump không đủ tư cách tham gia bầu cử sơ bộ. Tòa án Tối cao lưu ý rằng luật bầu cử của Colorado cho phép tiểu bang loại bỏ một ứng cử viên khỏi một cuộc bầu cử sơ bộ, trong khi luật bầu cử ở những tiểu bang khác, ví dụ như Michigan, không cho phép tòa án tiểu bang xem xét tư cách của ứng cử viên.
Tòa án Tối cao Colorado xác định định nghĩa của nổi loạn trong Khoản 3 Tu chính án thứ 14 bao gồm "việc một nhóm người sử dụng vũ lực hoặc đe dọa sử dụng vũ lực một cách có tổ chức và công khai để cản trở hoặc ngăn cản chính phủ Hoa Kỳ thực hiện các hành động cần thiết để hoàn thành việc chuyển giao quyền lực một cách hòa bình" và nhận định rằng Trump không những kích động mà còn tham gia cuộc phiến loạn.
Chánh án Brian Boatright, thẩm phán Carlos Samour và thẩm phán Maria Berkenkotter đưa ra ý kiến phản đối phán quyết. Chánh án Boatright cho rằng việc xác định một ứng cử viên có tham gia vào cuộc phiến loạn hay không nằm ngoài thẩm quyền của Tòa án Tối cao Colorado. Thẩm phán Samour cho rằng phiên tòa vi phạm quyền được xét xử công bằng của Trump. Samour và Berkenkotter đều cho rằng Colorado không có cơ sở tước quyền ứng cử của Trump theo Khoản 3 Tu chính án thứ 14 vì Trump chưa bị kết tội liên quan đến phiến loạn.
Tòa án Tối cao Colorado ban đầu đình chỉ thi hành phán quyết cho đến ngày 4 tháng 1 năm 2024, một ngày trước thời hạn in phiếu bầu cử sơ bộ của Colorado, sau đó đình chỉ vô thời hạn trong thời gian Trump kháng cáo lên Tòa án Tối cao Hoa Kỳ. Trong vòng 24 giờ sau phán quyết, những thẩm phán Tòa án Tối cao Colorado ủng hộ phán quyết bị đe dọa bạo lực, sát hại trên các phương tiện truyền thông mạng xã hội.

### Phản ứng

#### Đảng Cộng hòa
Steven Cheung, người phát ngôn chiến dịch tranh cử của Trump, tuyên bố rằng phán quyết của Tòa án Tối cao Colorado xóa bỏ quyền bầu cử của cử tri Colorado. Chiến dịch tranh cử của Trump cáo buộc Đảng Dân chủ đang cố gắng "tập trung toàn bộ quyền kiểm soát Hoa Kỳ bằng cách gian lận cuộc bầu cử" và dùng phán quyết này để gây quỹ. Trong một bài phát biểu vài giờ sau tại Waterloo, Iowa, Trump không đề cập đến phán quyết này và phủ nhận đã tham gia một cuộc phiến loạn. Những ứng cử viên tổng thống Đảng Cộng hòa khác lên án phán quyết của Tòa án Tối cao Colorado, bao gồm Vivek Ramaswamy, Thống đốc Florida Ron Desantis, Nikki Haley, Chris Christie, và Asa Hutchinson.

#### Đảng Dân chủ
Tổng thống Joe Biden cho rằng phán quyết của Tòa án Tối cao Colorado cho thấy rằng Trump đã ủng hộ một cuộc nổi loạn. Hạ nghị sĩ Colorado Jason Crow và Thượng nghị sĩ Delaware Chris Coons ca ngợi phán quyết của Tòa án Tối cao Colorado, trong khi Thượng nghị sĩ Pennsylvannia John Fetterman và Thống đốc California Gavin Newsom chỉ trích phán quyết.

## Xét xử tại Tòa án Tối cao Hoa Kỳ
Ngày 27 tháng 12 năm 2023, Đảng Cộng hòa Colorado kháng cáo phán quyết của Toà án Tối cao Colorado lên Tòa án Tối cao Hoa Kỳ, đình chỉ vô thời hạn phán quyết của Tòa án Tối cao Colorado. Trump kháng cáo phán quyết vào ngày 3 tháng 1 năm 2024 và Tòa án Tối cao đồng ý thụ lý vụ kiện theo thủ tục cấp tốc vào ngày 5 tháng 1.

### Bản tóm tắt và đơnamicus curiae
Lập luận chính của Trump trong bản tóm tắt là Khoản 3 không áp dụng đối với tổng thống vì tổng thống không phải là một "quan chức của Hoa Kỳ" theo Khoản 3 và Trump không tham gia cuộc phiến loạn vì ông không đích thân có mặt tại Điện Capitol. Bản tóm tắt của các nguyên đơn phản bác rằng tổng thống là một "quan chức của Hoa Kỳ" vì tổng thống là một chức vụ và cho rằng có đủ chứng cứ về vụ bạo loạn tại Điện Capitol để chứng minh Trump tham gia vào cuộc phiến loạn theo định nghĩa của Khoản 3. Trump lập luận rằng bài phát biểu của ông tại công viên The Ellipse được Tu chính án thứ 1 bảo vệ như quyền tự do ngôn luận và Khoản 3 Tu chính án thứ 14 chỉ cấm việc giữ chức vụ, chứ không phải việc ứng cử, nhưng các nguyên đơn phản bác rằng rằng bài phát biểu của Trump có tính kích động bạo lực nên không được bảo vệ theo án lệ Brandenburg kiện Ohio và các tiểu bang thường xuyên loại trừ ứng cử viên không đủ tư cách theo quy định của Hiến pháp Hoa Kỳ, ví dụ như cấm người không sinh ra ở Hoa Kỳ giữ chức vụ tổng thống.
Bản tóm tắt của Trump cũng lập luận rằng nếu Tòa án Tối cao xác nhận quyết định của Tòa án Tối cao Colorado thì sẽ cho phép những tiểu bang khác tước quyền ứng cử của những người khác, gây ra sự hỗn loạn và vi phạm quyền bầu cử của hàng chục triệu người Mỹ. Bản tóm tắt của các nguyên đơn phản bác rằng nếu không thi hành Khoản 3 Tu chính án thứ 14 đối với Trump thì sẽ không đủ tính răn đe Trump không gây ra sự hỗn loạn tương tự trong tương lai.
Ủy ban Toàn quốc gia Đảng Cộng hòa, Ủy ban Quốc gia Đảng Cộng hòa Quốc hội và Ủy ban Quốc gia Đảng Cộng hòa Thượng viện nộp đơn amicus curiae ủng hộ Trump, lập luận rằng rằng hành động của Colorado sẽ cho phép những tiểu bang khác loại bỏ ứng cử viên tổng thống vì lý do chính trị. Một nhóm 180 nghị sĩ Quốc hội Đảng Cộng hòa nộp đơn amicus curiae lập luận rằng hành động của Colorado xâm phạm quyền lực của Quốc hội.
25 nhà sử học về Nội chiến Hoa Kỳ và thời kỳ Tái thiết nộp đơn amicus ủng hộ các nguyên đơn từ Colorado, lập luận rằng Khoản 3 Tu chính án thứ 14 bao gồm chức vụ tổng thống và có thể được áp dụng trực tiếp mà không cần sự cho phép của Quốc hội. Một nhóm thẩm phán, luật sư bảo thủ nộp đơn amicus cho rằng ngành tư pháp có thẩm quyền quyết định tư cách giữ chức vụ và đề nghị Tòa án Tối cao trao cho Khoản 3 Tu chính án thứ 14 một "ý nghĩa công bằng". Quốc vụ khanh Colorado Jena Griswold nộp đơn amicus cho rằng tiểu bang nên được tự đánh giá tư cách của một ứng cử viên theo trình tự tư pháp của tiểu bang. Think tank Constitutional Accountability Center đề nghị Tòa án Tối cao công nhận tổng thống là một quan chức của Hoa Kỳ theo định nghĩa của Khoản 3 Tu chính án thứ 14.

### Tranh luận
Tòa án Tối cao tổ chức phiên tranh luận vào ngày 8 tháng 2. Tại phiên tranh luận, luật sư Jonathan F. Mitchell đại diện cho Trump, Jason Murray đại diện cho các cử tri nguyên đơn và Shannon Stevenson thuộc Văn phòng Tổng chưởng lý Colorado đại diện cho Quốc vụ khanh Griswold. Các thẩm phán Tòa án tối cao đặt nghi vấn về lập luận rằng các tiểu bang có quyền tước tư cách giữ chức vụ theo Tu chính án thứ 14 và đặt câu hỏi theo hướng rằng Tu chính án thứ 14 quy định chỉ Quốc hội mới có quyền quyết định vấn đề này. Thẩm phán Kavanaugh trích dẫn Vụ án Griffin, một vụ án được tòa án quận Virginia xét xử một năm sau khi Tu chính án thứ 14 được thông qua, trong đó tòa án phán quyết rằng việc cấm một người từng tham gia Liên minh miền Nam Hoa Kỳ làm thẩm phán phải do Quốc hội quyết định. Các thẩm phán đặt một số câu hỏi liên quan đến vụ bạo loạn tại Điện Capitol Hoa Kỳ.

### Phán quyết
Ngày 4 tháng 3 năm 2024, Tòa án Tối cao nhất trí phán quyết rằng Khoản 5 Tu chính án thứ 14 xác định Quốc hội có độc quyền thi hành Khoản 3 Tu chính án thứ 14, nên tòa án liên bang hoặc tòa án tiểu bang không thể tước tư cách ứng cử một chức vụ của một cá nhân theo Khoản 3 Tu chính án thứ 14 trừ phi Quốc hội thông qua luật ủy quyền đó cho tòa án. Ngoài ra, Tòa án Tối cao xác định rằng các tiểu bang không có thẩm quyền tước tư cách ứng cử chức vụ liên bang, nhất là chức vụ tổng thống. Tòa án Tối cao cảnh báo rằng nếu quyền lực này được trao cho các tiểu bang thì nó sẽ gây hỗn loạn trước và sau cuộc bầu cử và xâm phạm quyền bầu cử của cử tri.
Một số thẩm phán trình bày ý kiến riêng về vụ kiện. Thẩm phán Amy Coney Barrett đồng tình rằng các tiểu bang không có quyền áp dụng Khoản 3 đối với người giữ chức vụ liên bang, nhưng cho rằng Tòa án Tối cao đáng lẽ không nên xác định luật liên bang là phương tiện duy nhất để thi hành Khoản 3. Thẩm phán Sonia Sotomayor, Elena Kagan và Ketanji Brown Jackson, đồng tình với phán quyết, nhưng cho rằng Tòa án Tối cao đáng lẽ không nên tuyên bố rằng chỉ Quốc hội mới có quyền quyết định việc áp dụng Khoản 3.

### Trích dẫn
1. ↑  United States Department of Justice 2023, tr. 8-9.
2. ↑  Barry, Dan; Frenkel, Sheera (ngày 6 tháng 1 năm 2021). "'Be There. Will Be Wild!': Trump All but Circled the Date". The New York Times. Lưu trữ bản gốc ngày 28 tháng 12 năm 2021. Truy cập ngày 19 tháng 12 năm 2023.
3. ↑  Baude, William; Paulsen, Michael (ngày 1 tháng 1 năm 2024). "The Sweep and Force of Section Three". University of Pennsylvania Law Review. Quyển 172 số 3. tr. 605. doi:10.58112/uplr.172-3.1.
4. ↑  Beauchamp, Zack (ngày 11 tháng 8 năm 2023). "The constitutional case that Donald Trump is already banned from being president". Vox. Lưu trữ bản gốc ngày 11 tháng 8 năm 2023. Truy cập ngày 19 tháng 12 năm 2023.
5. ↑  Astor, Maggie. "What is the 14th Amendment, and what does it say?". The New York Times. Lưu trữ bản gốc ngày 20 tháng 12 năm 2023. Truy cập ngày 19 tháng 12 năm 2023.
6. ↑  Tillman, Seth Barrett (2023). "Sweeping and Forcing the President into Section 3: A Response to William Baude and Michael Stokes Paulsen". SSRN Electronic Journal (bằng tiếng Anh). doi:10.2139/ssrn.4568771. ISSN 1556-5068.
7. ↑  Astor, Maggie (ngày 6 tháng 9 năm 2023). "Colorado Lawsuit Seeks to Keep Trump Off Ballots Under 14th Amendment". The New York Times. Lưu trữ bản gốc ngày 14 tháng 12 năm 2023. Truy cập ngày 19 tháng 12 năm 2023.
8. ↑  Miru (ngày 6 tháng 9 năm 2023). "Lawsuit filed to remove Trump from ballot in CO under 14th Amendment". CREW | Citizens for Responsibility and Ethics in Washington (bằng tiếng Anh). Lưu trữ bản gốc ngày 4 tháng 1 năm 2024. Truy cập ngày 5 tháng 1 năm 2024.
9. ↑  Astor, Maggie (ngày 30 tháng 10 năm 2023). "Colorado Trial Considers Whether the 14th Amendment Disqualifies Trump". The New York Times. Lưu trữ bản gốc ngày 20 tháng 12 năm 2023. Truy cập ngày 19 tháng 12 năm 2023.
10. ↑  Astor, Maggie (ngày 1 tháng 11 năm 2023). "Trump 14th Amendment Disqualification Trial Can Continue, Judge Rules". The New York Times. Lưu trữ bản gốc ngày 20 tháng 12 năm 2023. Truy cập ngày 19 tháng 12 năm 2023.
11. ↑  Woodruff, Chase (ngày 31 tháng 10 năm 2023). "Extremism expert testifies on Trump's 'violent' rhetoric in Colorado 14th Amendment trial". Colorado Newsline (bằng tiếng Anh). Lưu trữ bản gốc ngày 25 tháng 1 năm 2024. Truy cập ngày 26 tháng 1 năm 2024.
12. ↑  Woodruff, Chase (ngày 1 tháng 11 năm 2023). "'Insurrection' clause's Civil War-era history scrutinized in third day of Colorado Trump trial". Colorado Newsline (bằng tiếng Anh). Lưu trữ bản gốc ngày 25 tháng 1 năm 2024. Truy cập ngày 26 tháng 1 năm 2024.
13. ↑  Woodruff, Chase (ngày 1 tháng 11 năm 2023). "Colorado elections administrator testifies in Trump 14th Amendment trial" (bằng tiếng Anh). Lưu trữ bản gốc ngày 25 tháng 1 năm 2024. Truy cập ngày 26 tháng 1 năm 2024.
14. ↑  Woodruff, Chase (ngày 30 tháng 10 năm 2023). "Trump 14th Amendment trial in Colorado opens with focus on events of Jan. 6". Colorado Newsline (bằng tiếng Anh). Lưu trữ bản gốc ngày 25 tháng 1 năm 2024. Truy cập ngày 26 tháng 1 năm 2024.
15. ↑  Colorado Supreme Court 2023, tr. 60.
16. ↑  Blake, Aaron (ngày 20 tháng 11 năm 2023). "A judge says Trump incited insurrection. Other judges have come close". The Washington Post. Lưu trữ bản gốc ngày 21 tháng 11 năm 2023. Truy cập ngày 19 tháng 12 năm 2023.
17. ↑  Astor, Maggie (ngày 17 tháng 11 năm 2023). "Colorado Judge Keeps Trump on Ballot but Finds He 'Engaged in Insurrection'". The New York Times. Lưu trữ bản gốc ngày 9 tháng 12 năm 2023. Truy cập ngày 19 tháng 12 năm 2023.
18. ↑  Montellaro, Zach; Orden, Erica; Cheney, Kyle (ngày 17 tháng 11 năm 2023). "Colorado judge rules Trump 'engaged in an insurrection' — but can still run for president". Politico. Lưu trữ bản gốc ngày 16 tháng 12 năm 2023. Truy cập ngày 19 tháng 12 năm 2023.
19. ↑  Riccardi, Nicholas (ngày 21 tháng 11 năm 2023). "Colorado Supreme Court will hear appeal of ruling that Trump can stay on ballot despite insurrection". Associated Press. Lưu trữ bản gốc ngày 24 tháng 11 năm 2023. Truy cập ngày 19 tháng 12 năm 2023.
20. ↑  Cameron, Chris (ngày 21 tháng 11 năm 2023). "Colorado Supreme Court Agrees to Take Up Trump's 14th Amendment Case". The New York Times. Lưu trữ bản gốc ngày 20 tháng 12 năm 2023. Truy cập ngày 19 tháng 12 năm 2023.
21. ↑  Astor, Maggie (ngày 19 tháng 12 năm 2023). "Trump Is Disqualified From the 2024 Ballot, Colorado Supreme Court Rules". The New York Times. Lưu trữ bản gốc ngày 19 tháng 12 năm 2023. Truy cập ngày 19 tháng 12 năm 2023.
22. ↑  Colorado Supreme Court 2023, tr. 6.
23. ↑  Colorado Supreme Court 2023.
24. ↑  Blumenthal, Paul (ngày 28 tháng 1 năm 2024). "Republicans Are Grasping At Straws To Promise Retribution If Trump Is Taken Off The Ballot". HuffPost (bằng tiếng Anh). Lưu trữ bản gốc ngày 28 tháng 1 năm 2024. Truy cập ngày 28 tháng 1 năm 2024.
25. ↑  Somin, Ilya (ngày 19 tháng 12 năm 2023). "Colorado Supreme Court Rules Trump is Ineligible for the Presidency Under Section 3 of the 14th Amendment". Volokh Conspiracy (bằng tiếng Anh). Lưu trữ bản gốc ngày 23 tháng 1 năm 2024. Truy cập ngày 24 tháng 1 năm 2024.
26. ↑  Riccardi, Nicholas (ngày 19 tháng 12 năm 2023). "Donald Trump banned from Colorado ballot in historic ruling by state's Supreme Court". Associated Press. Lưu trữ bản gốc ngày 19 tháng 12 năm 2023. Truy cập ngày 28 tháng 12 năm 2023.
27. ↑  Karlik, Michael (ngày 21 tháng 12 năm 2023). "Dissenting justices in Trump case raise due process concerns, offer slim details". Colorado Politics (bằng tiếng Anh). Lưu trữ bản gốc ngày 2 tháng 2 năm 2024. Truy cập ngày 3 tháng 2 năm 2024.
28. ↑  Vaidyanathan, Vaishnavi (ngày 20 tháng 12 năm 2023). "Carlos Samour, Brian Boatright, Maria Berkenkotter: 3 Justices Who Dissented On Trump's Colorado Ruling". Times Now (bằng tiếng Anh). Lưu trữ bản gốc ngày 2 tháng 2 năm 2024. Truy cập ngày 3 tháng 2 năm 2024.
29. ↑  Becket, Stefan; Quinn, Maria (ngày 20 tháng 12 năm 2023). "Read the Colorado Supreme Court's opinions in the Trump disqualification case". CBS News (bằng tiếng Anh). Lưu trữ bản gốc ngày 21 tháng 1 năm 2024. Truy cập ngày 3 tháng 2 năm 2024.
30. ↑  "Donald Trump banned from Colorado ballot in historic ruling by state's Supreme Court". Associated Press. ngày 19 tháng 12 năm 2023. Lưu trữ bản gốc ngày 20 tháng 12 năm 2023. Truy cập ngày 20 tháng 12 năm 2023.
31. 1 2  Cohen, Marshall; Cole, Devan (ngày 27 tháng 12 năm 2023). "Colorado GOP asks US Supreme Court to overturn ruling disqualifying Trump from 2024 ballot". CNN. Lưu trữ bản gốc ngày 2 tháng 1 năm 2024. Truy cập ngày 4 tháng 1 năm 2024.
32. ↑  Reilly, Ryan (ngày 20 tháng 12 năm 2023). "Colorado Supreme Court justices face a flood of threats after disqualifying Trump from the ballot". NBC News. Lưu trữ bản gốc ngày 27 tháng 1 năm 2024. Truy cập ngày 27 tháng 1 năm 2024.
33. ↑  "FBI investigating threats directed at Colorado supreme court justices after Trump ruling". The Guardian. ngày 26 tháng 12 năm 2023. Lưu trữ bản gốc ngày 27 tháng 1 năm 2024. Truy cập ngày 27 tháng 1 năm 2024.
34. ↑  Gold, Michael (ngày 19 tháng 12 năm 2023). "In a statement, Steven Cheung, a Trump campaign spokesman, accused the Colorado Supreme Court of effectively "eliminating the rights of Colorado voters to vote for the candidate of their choice."". The New York Times. Lưu trữ bản gốc ngày 20 tháng 12 năm 2023. Truy cập ngày 19 tháng 12 năm 2023.
35. ↑  Gold, Michael (ngày 19 tháng 12 năm 2023). "The Trump campaign is already fund-raising off the Colorado decision". The New York Times. Lưu trữ bản gốc ngày 20 tháng 12 năm 2023. Truy cập ngày 19 tháng 12 năm 2023.
36. ↑  Gold, Michael (ngày 19 tháng 12 năm 2023). "Trump did not explicitly mention the Colorado Supreme Court decision in his speech in Waterloo, Iowa, which just wrapped up". The New York Times. Lưu trữ bản gốc ngày 20 tháng 12 năm 2023. Truy cập ngày 19 tháng 12 năm 2023.
37. ↑  Shabad, Rebecca (ngày 22 tháng 12 năm 2023). "Trump says he's 'not an insurrectionist' after Colorado high court removes him from ballot". NBC News (bằng tiếng Anh). Lưu trữ bản gốc ngày 22 tháng 12 năm 2023. Truy cập ngày 23 tháng 12 năm 2023.
38. ↑  Gold, Michael (ngày 19 tháng 12 năm 2023). "Vivek Ramaswamy, who is running against Trump, called the decision an "attack on democracy" in a statement on social media". The New York Times. Lưu trữ bản gốc ngày 20 tháng 12 năm 2023. Truy cập ngày 19 tháng 12 năm 2023.
39. ↑  "DeSantis decries Colorado Supreme Court ruling banning Trump from state's ballot". Tampa Bay Times (bằng tiếng Anh). Truy cập ngày 14 tháng 6 năm 2025.
40. ↑  Ulloa, Jazmine (ngày 19 tháng 12 năm 2023). "Nikki Haley, campaigning in Agency, Iowa, told reporters that she does not believe Donald J. Trump should be president but that she plans "to beat him fair and square."". The New York Times. Lưu trữ bản gốc ngày 20 tháng 12 năm 2023. Truy cập ngày 19 tháng 12 năm 2023.
41. ↑  Huynh, Anjali (ngày 19 tháng 12 năm 2023). "Chris Christie, the former governor of New Jersey who has run an explicitly anti-Trump campaign, said at a town hall in Bedford, N.H., that he did not believe Trump should be "prevented" from being president by a court". The New York Times. Lưu trữ bản gốc ngày 20 tháng 12 năm 2023. Truy cập ngày 19 tháng 12 năm 2023.
42. ↑  Gold, Michael (ngày 19 tháng 12 năm 2023). "Asa Hutchinson, the former governor of Arkansas and another Republican presidential candidate, said that the Colorado Supreme Court's ruling that Trump supported insurrection would "haunt his candidacy."". The New York Times. Lưu trữ bản gốc ngày 20 tháng 12 năm 2023. Truy cập ngày 19 tháng 12 năm 2023.
43. ↑  Samuels, Brett (ngày 19 tháng 12 năm 2023). "Biden: 'No question' Trump supported insurrection in light of Colorado ruling". The Hill. Truy cập ngày 20 tháng 12 năm 2023.
44. ↑  Bogel-Burroughs, Nicholas (ngày 19 tháng 12 năm 2023). "Representative Jason Crow, a Democrat whose district includes eastern and southern suburbs of Denver, wrote online that the state's supreme court got the case right". The New York Times. Lưu trữ bản gốc ngày 20 tháng 12 năm 2023. Truy cập ngày 19 tháng 12 năm 2023.
45. ↑  Garrity, Kelly (ngày 20 tháng 12 năm 2023). "Coons: Colorado ruling on Trump is 'a plain reading of the text of the 14th amendment'". Politico (bằng tiếng Anh). Lưu trữ bản gốc ngày 21 tháng 12 năm 2023. Truy cập ngày 21 tháng 12 năm 2023.
46. ↑  Metzger, Bryan. "John Fetterman says it's 'incredibly unhelpful' to boot Trump from ballots via the 14th amendment: 'All it does is just make him more popular and strong'". Business Insider. Lưu trữ bản gốc ngày 7 tháng 1 năm 2024. Truy cập ngày 8 tháng 1 năm 2024.
47. ↑  Mason, Melanie (ngày 22 tháng 12 năm 2023). "Newsom pans efforts to block Trump from California ballot". politico. Lưu trữ bản gốc ngày 7 tháng 1 năm 2024. Truy cập ngày 8 tháng 1 năm 2024.
48. ↑  Montellaro, Zach (ngày 28 tháng 12 năm 2023). "US Supreme Court officially asked to take up Trump's 14th Amendment issue". Politico. Lưu trữ bản gốc ngày 29 tháng 12 năm 2023. Truy cập ngày 29 tháng 12 năm 2023.
49. ↑  Marley, Patrick; Marrimow, Ann E. (ngày 3 tháng 1 năm 2024). "Trump asks Supreme Court to keep his name on Colorado ballot". The Washington Post (bằng tiếng Anh). Lưu trữ bản gốc ngày 4 tháng 1 năm 2024. Truy cập ngày 4 tháng 1 năm 2024.
50. ↑  Liptak, Adam (ngày 5 tháng 1 năm 2024). "Justices to Decide Whether Trump Is Eligible for Colorado Ballot". The New York Times. Lưu trữ bản gốc ngày 5 tháng 1 năm 2024. Truy cập ngày 5 tháng 1 năm 2024.
51. 1 2 3  Liptak, Adam (ngày 18 tháng 1 năm 2024). "Trump Asks Supreme Court to Rule He Is Eligible to Hold Office". The New York Times. Lưu trữ bản gốc ngày 20 tháng 1 năm 2024. Truy cập ngày 20 tháng 1 năm 2024.
52. 1 2 3  Biskupic, Joan; Cole, Devan; Cohen, Marshall (ngày 26 tháng 1 năm 2024). "Colorado voters emphasize January 6 violence as they urge Supreme Court to keep Trump off the ballot". CNN (bằng tiếng Anh). Lưu trữ bản gốc ngày 27 tháng 1 năm 2024. Truy cập ngày 28 tháng 1 năm 2024.
53. ↑  McGraw, Meridith (ngày 5 tháng 1 năm 2024). "RNC supports Trump in 14th Amendment case at the Supreme Court". Politico. Lưu trữ bản gốc ngày 7 tháng 1 năm 2024. Truy cập ngày 7 tháng 1 năm 2024.
54. ↑  Vazquez, Maegan (ngày 18 tháng 1 năm 2024). "McConnell, Republican lawmakers sign Supreme Court brief on keeping Trump on ballot". The Washington Post. Lưu trữ bản gốc ngày 18 tháng 1 năm 2024. Truy cập ngày 20 tháng 1 năm 2024.
55. ↑  Pengelly, Martin (ngày 28 tháng 1 năm 2024). "US historians sign brief to support Colorado's removal of Trump from ballot". The Guardian. Lưu trữ bản gốc ngày 28 tháng 1 năm 2024. Truy cập ngày 28 tháng 1 năm 2024.
56. ↑  O'Donnell, Lawrence (ngày 31 tháng 1 năm 2024). "Lawrence: Historians' brief teaches Supreme Court 14th Amendment's real history". MSNBC. Lưu trữ bản gốc ngày 4 tháng 2 năm 2024. Truy cập ngày 4 tháng 2 năm 2024.
57. ↑  Cole, Devan (ngày 29 tháng 1 năm 2024). "Retired conservative federal judge urges Supreme Court to disqualify Trump from office". CNN. Lưu trữ bản gốc ngày 30 tháng 1 năm 2024. Truy cập ngày 29 tháng 1 năm 2024.
58. ↑  Hurley, Lawrence (ngày 31 tháng 1 năm 2024). "Colorado secretary of state urges Supreme Court to keep Trump off the ballot". NBC News. Lưu trữ bản gốc ngày 31 tháng 1 năm 2024. Truy cập ngày 31 tháng 1 năm 2024.
59. ↑  Fritze, John (ngày 1 tháng 2 năm 2024). "Trump's critics hope that Antonin Scalia can sway the Supreme Court in 14th Amendment fight". CNN (bằng tiếng Anh). Lưu trữ bản gốc ngày 2 tháng 2 năm 2024. Truy cập ngày 3 tháng 2 năm 2024.
60. ↑  Hurley, Lawrence (ngày 8 tháng 2 năm 2024). "Supreme Court justices steer clear of insurrection question in Trump ballot case". NBC News. Lưu trữ bản gốc ngày 8 tháng 2 năm 2024. Truy cập ngày 8 tháng 2 năm 2024.
61. ↑  Biskupic, Joan (ngày 26 tháng 1 năm 2024). "The conservative legal world lines up behind Donald Trump at the Supreme Court". Erie News Now (bằng tiếng Anh). Lưu trữ bản gốc ngày 27 tháng 1 năm 2024. Truy cập ngày 27 tháng 1 năm 2024.
62. ↑  Liptak, Adam (ngày 8 tháng 2 năm 2024). "Colorado Ballot: Supreme Court Justices Appear Skeptical of Arguments to Kick Trump off State Ballots". The New York Times. Lưu trữ bản gốc ngày 8 tháng 2 năm 2024. Truy cập ngày 8 tháng 2 năm 2024.
63. ↑  Fritze, John; Herb, Jeremy; Cohen, Marshall (ngày 8 tháng 2 năm 2024). "Takeaways from the Supreme Court oral arguments on the Trump 14th Amendment case". CNN. Lưu trữ bản gốc ngày 8 tháng 2 năm 2024. Truy cập ngày 8 tháng 2 năm 2024.
64. ↑  Riccardi, Nicholas. "Takeaways from the Supreme Court arguments over whether Trump is ineligible to be president again". Associated Press (bằng tiếng Anh). Lưu trữ bản gốc ngày 9 tháng 2 năm 2024. Truy cập ngày 9 tháng 2 năm 2024.
65. 1 2 3  Liptak, Adam (ngày 4 tháng 3 năm 2024). "Supreme Court Rules Trump Stays on Colorado Ballot". The New York Times. Lưu trữ bản gốc ngày 4 tháng 3 năm 2024. Truy cập ngày 4 tháng 3 năm 2024.
66. ↑  Mangan, Dan (ngày 4 tháng 3 năm 2024). "Supreme Court puts Trump back on Colorado Republican primary ballot". CNBC. Lưu trữ bản gốc ngày 4 tháng 3 năm 2024. Truy cập ngày 4 tháng 3 năm 2024.
67. ↑  Sherman, Mark (ngày 4 tháng 3 năm 2024). "Supreme Court restores Trump to ballot, rejecting state attempts to ban him over Capitol attack". Associated Press. Lưu trữ bản gốc ngày 4 tháng 3 năm 2024. Truy cập ngày 4 tháng 3 năm 2024.